# Рики фон Опел
Фредерик „Рики“ фон Опел (на немски: Rikky von Opel) е бивш пилот от Формула 1. Роден на 14 октомври 1947 година в Ню Йорк, САЩ, но се състезава за Лихтенщайн.

## Формула 1
Рики фон Опел прави своя дебют във Формула 1 в Голямата награда на Франция през 1973 година. В световния шампионат записва 14 състезания като не успява да спечели точки.